# Motor Lublin (piłka nożna) w sezonie 1978/1979
Sezon 1978/1979 był dla Motoru Lublin 11. sezonem na drugim szczeblu ligowym. W trzydziestu rozegranych spotkaniach, Motor zdobył 31 punktów i zajął 8. miejsce w tabeli. W rundzie jesiennej trenerem zespołu był Paweł Mikołajczak, a w rundzie wiosennej Bronisław Waligóra.

## Przebieg sezonu
W przerwie letniej do lubelskiego zespołu przybyli między innymi Jerzy Krawczyk, król strzelców II ligi jako zawodnik Motoru w sezonie 1973/1974 oraz Arkadiusz Skonieczny z Widzewa Łódź. Odszedł zaś po sześciu latach występów w Motorze bramkarz Leszek Dziełakowski, który wyjechał do Australii. Ponadto drużynę opuścili Jerzy Mięśniak (do Stali Poniatowa) i Marian Walczak oraz trener Jerzy Rejdych. W rundzie jesiennej drużynę prowadził Paweł Mikołajczak.
W lipcu 1978 decyzją PZPN nastąpił nowy podział dwóch grup II ligi. Grupy południową i północną zastąpiły zachodnia (gr. I) i wschodnia (gr. II). W tym samym miesiącu piłkarze i sztab szkoleniowy przebywali na zgrupowaniu w Puławach. 22 lipca 1978 Motor rozegrał w Łodzi sparing z Widzewem, przegrywając 0:4; dwie bramki dla I-ligowca zdobył Zbigniew Boniek. Podczas prac remontowych na stadionie przy al. Zygmuntowskich rozpoczętych na wiosnę 1977, a zakończonych we wrześniu 1979, Motor w roli gospodarza swoje mecze rozgrywał na stadionie Lublinianki. Motor rozpoczął sezon od czterech zwycięstw z rzędu, po czym zajmował pozycję lidera. Następnie przegrał trzy kolejne spotkania i obsunął się w tabeli na 7. miejsce. Rundę jesienną Motor zakończył na 4. miejscu z siedmiopunktową stratą do pierwszego Górnika Zabrze.
W styczniu 1979 piłkarze Motoru przebywali na dwutygodniowym zgrupowaniu Strzegomiu. 1 lutego 1979 trenerem Motoru został Bronisław Waligóra. W lutym sparowali między innymi z Lublinianką 5:1, Wisłą Puławy (7:2), Błękitnymi Kielce. Na przełomie lutego i marca zespół przebywał na dwutygodniowym zgrupowaniu w Kokotku. Rundę wiosenną Motor rozpoczął od remisu z Siarką Tarnobrzeg i porażki z Ursusem. Po 24 kolejkach i trzecim ligowym zwycięstwie z rzędu lubelski zespół zajmował 2. miejsce, jednak strata do liderującego Górnika Zabrze wynosiła wówczas dziesięć punktów. Ostatecznie Motor zakończył sezon na 6. pozycji.
W Pucharze Polski Motor odniósł największy sukces w swojej historii, docierając do ćwierćfinału tych rozgrywek, gdzie 26 listopada 1978 uległ po rzutach karnych późniejszemu mistrzowi Polski, Szombierkom Bytom. Na trybunach stadionu przy al. Zygmuntowskich zasiadło 12 tysięcy widzów.

## Mecze ligowe w sezonie 1978/1979
| Data                 | Przeciwnik                     | D/W | Miejsce                         | Wynik M/P | Strzelcy                                 | Widzów   | Źródło        |
| -------------------- | ------------------------------ | --- | ------------------------------- | --------- | ---------------------------------------- | -------- | ------------- |
|                      |                                |     |                                 |           |                                          |          |               |
| RUNDA JESIENNA       |                                |     |                                 |           |                                          |          |               |
|                      |                                |     |                                 |           |                                          |          |               |
| 30 lipca 1978        | Siarka Tarnobrzeg              | W   | Tarnobrzeg                      | 3:0       | Krawczyk 24', Mącik 56', Przybyła 87'    | 4 tys.   | [ 18 ] [ 19 ] |
| 2 sierpnia 1978      | Ursus Warszawa                 | D   | Stadion Lublinianki             | 3:1       | Pop 52', 69', Wiater 89'                 | 4 tys.   | [ 20 ] [ 21 ] |
| 6 sierpnia 1978      | GKS Tychy                      | W   | Stadion GKS-u                   | 2:0       | Krawczyk 20' (k), Pop 85'                | 5 tys.   | [ 22 ] [ 23 ] |
| 16 sierpnia 1978     | Wisłoka Dębica                 | D   | Stadion Lublinianki             | 2:0       | Krawczyk 40' (k), Przybyła 85'           | 6 tys.   | [ 9 ] [ 24 ]  |
| 20 sierpnia 1978     | Górnik Zabrze                  | W   | Stadion Górnika                 | 2:4       | Przybyła 27', 49'                        | 5 tys.   | [ 25 ] [ 26 ] |
| 27 sierpnia 1978     | Star Starachowice              | W   | Starachowice                    | 2:3       | Mącik 65', Przybyła 75'                  | 3 tys.   | [ 27 ] [ 28 ] |
| 9 września 1978      | Radomiak Radom                 | D   | Stadion przy al. Zygmuntowskich | 0:2       |                                          | 4 tys.   | [ 10 ] [ 29 ] |
| 24 września 1978     | Stal Stalowa Wola              | W   | Stadion Stali                   | 0:0       |                                          | 2 tys.   | [ 30 ] [ 31 ] |
| 1 października 1978  | Avia Świdnik                   | D   | Stadion przy al. Zygmuntowskich | 4:2       | Dębiński 40', 62', Wietecha 47', 65'     | 2,5 tys. | [ 32 ] [ 33 ] |
| 8 października 1978  | Resovia                        | W   | Rzeszów                         | 0:1       |                                          | 4 tys.   | [ 34 ] [ 35 ] |
| 15 października 1978 | Cracovia                       | D   | Stadion przy al. Zygmuntowskich | 2:0       | Wiater 76', Ochodek 88'                  | 4 tys.   | [ 36 ] [ 37 ] |
| 28 października 1978 | Polonia Warszawa               | W   | Stadion Polonii                 | 0:0       |                                          | 400      | [ 38 ] [ 39 ] |
| 5 listopada 1978     | Raków Częstochowa              | D   | Stadion przy al. Zygmuntowskich | 0:0       |                                          | 5 tys.   | [ 40 ] [ 41 ] |
| 12 listopada 1978    | Concordia Piotrków Trybunalski | W   | Piotrków Trybunalski            | 1:1       | Wiater 78'                               | 3 tys.   | [ 42 ] [ 43 ] |
| 19 listopada 1978    | Błękitni Kielce                | D   | Stadion przy al. Zygmuntowskich | 1:0       | Krawczyk 80'                             | 3 tys.   | [ 44 ] [ 45 ] |
|                      |                                |     |                                 |           |                                          |          |               |
| RUNDA WIOSENNA       |                                |     |                                 |           |                                          |          |               |
|                      |                                |     |                                 |           |                                          |          |               |
| 18 marca 1979        | Siarka Tarnobrzeg              | D   | Stadion przy Kresowej           | 1:1       | Pop 7'                                   | 1 tys.   | [ 46 ] [ 47 ] |
| 25 marca 1979        | Ursus Warszawa                 | W   | Warszawa                        | 1:3       | Przybyła 70'                             | 8 tys.   | [ 15 ] [ 48 ] |
| 1 kwietnia 1979      | GKS Tychy                      | D   | Stadion przy al. Zygmuntowskich | 2:0       | Przybyła 69', Leszczyński 84'            | 3,5 tys. | [ 49 ] [ 50 ] |
| 8 kwietnia 1979      | Wisłoka Dębica                 | W   | Dębica                          | 1:1       | Wietecha 67'                             | 3 tys.   | [ 51 ] [ 52 ] |
| 14 kwietnia 1979     | Górnik Zabrze                  | D   | Stadion przy al. Zygmuntowskich | 0:0       |                                          | 12 tys.  | [ 53 ] [ 54 ] |
| 21 kwietnia 1979     | Star Starachowice              | D   | Stadion przy al. Zygmuntowskich | 4:4       | Pop 16', 66', Krawczyk 35', Jagiełło 80' | 3 tys.   | [ 55 ] [ 56 ] |
| 29 kwietnia 1979     | Radomiak Radom                 | W   | Stadion Radomiaka               | 2:0       | Jagiełło 71', Leszczyński 88'            | 8 tys.   | [ 57 ] [ 58 ] |
| 6 maja 1979          | Stal Stalowa Wola              | D   | Stadion przy al. Zygmuntowskich | 2:0       | Mącik 68', Krawczyk 78'                  | 2 tys.   | [ 59 ] [ 60 ] |
| 12 maja 1979         | Resovia                        | D   | Stadion przy al. Zygmuntowskich | 2:0       | Dębiński 57', Mącik 86' (k)              | 2 tys.   | [ 16 ] [ 61 ] |
| 16 maja 1979         | Avia Świdnik                   | W   | Świdnik                         | 2:3       | Leszczyński 3', Mącik 57'                | 2,5 tys. | [ 62 ] [ 63 ] |
| 19 maja 1979         | Cracovia                       | W   | Stadion Cracovii                | 0:2       |                                          | 7 tys.   | [ 64 ] [ 65 ] |
| 27 maja 1979         | Polonia Warszawa               | D   | Stadion przy al. Zygmuntowskich | 1:1       | Mącik 52' (k)                            | 3 tys.   | [ 66 ] [ 67 ] |
| 2 czerwca 1979       | Raków Częstochowa              | W   | Stadion Rakowa                  | 1:3       | Mącik 61'                                | 3 tys.   | [ 68 ] [ 69 ] |
| 10 czerwca 1979      | Concordia Piotrków Trybunalski | D   | Stadion przy al. Zygmuntowskich | 2:3       | Leszczyński 56', Pop 60'                 | 500      | [ 70 ] [ 71 ] |
| 17 czerwca 1979      | Błękitni Kielce                | W   | Kielce                          | 1:2       | Pop 74'                                  | 500      | [ 11 ] [ 72 ] |

### Tabela II ligi grupy II
| Poz | Klub                           | M  | Pkt | Bz | Bs |
| --- | ------------------------------ | -- | --- | -- | -- |
| 1.  | Górnik Zabrze                  | 30 | 47  | 65 | 24 |
| 2.  | Star Starachowice              | 30 | 34  | 49 | 45 |
| 3.  | GKS Tychy                      | 30 | 32  | 40 | 36 |
| 4.  | Concordia Piotrków Trybunalski | 30 | 32  | 33 | 39 |
| 5.  | Ursus Warszawa                 | 30 | 31  | 40 | 37 |
| 6.  | Radomiak Radom                 | 30 | 31  | 25 | 22 |
| 7.  | Cracovia                       | 30 | 31  | 33 | 32 |
| 8.  | Motor Lublin                   | 30 | 31  | 44 | 37 |
| 9.  | Resovia                        | 30 | 31  | 34 | 23 |
| 10. | Raków Częstochowa              | 30 | 30  | 38 | 33 |
| 11. | Stal Stalowa Wola              | 30 | 30  | 29 | 29 |
| 12. | Avia Świdnik                   | 30 | 29  | 24 | 36 |
| 13. | Siarka Tarnobrzeg              | 30 | 28  | 29 | 43 |
| 14. | Błękitni Kielce                | 30 | 26  | 29 | 33 |
| 15. | Wisłoka Dębica                 | 30 | 21  | 28 | 43 |
| 16. | Polonia Warszawa               | 30 | 16  | 25 | 53 |

## Kadra
| Zawodnik               | Data ur.   | Występy        | Bramki         |                |                | Występy        | Bramki         |                |                | Występy   | Bramki    |           |           |
| Zawodnik               | Data ur.   | RUNDA JESIENNA | RUNDA JESIENNA | RUNDA JESIENNA | RUNDA JESIENNA | RUNDA WIOSENNA | RUNDA WIOSENNA | RUNDA WIOSENNA | RUNDA WIOSENNA | SEZON     | SEZON     |           |           |
| Bramkarze              | Bramkarze  | Bramkarze      | Bramkarze      | Bramkarze      | Bramkarze      | Bramkarze      | Bramkarze      | Bramkarze      | Bramkarze      | Bramkarze | Bramkarze | Bramkarze | Bramkarze |
| ---------------------- | ---------- | -------------- | -------------- | -------------- | -------------- | -------------- | -------------- | -------------- | -------------- | --------- | --------- | --------- | --------- |
| Mirosław Maciesiak     | 31.01.1957 |                |                |                |                | 1              |                |                |                | 1         |           |           |           |
| Dariusz Opolski        | 23.09.1961 | 0 (1)          |                |                |                | 1 (1)          |                |                |                | 1 (2)     |           |           |           |
| Adam Suszek            | ??.??.1944 | 15             |                |                |                | 13             |                |                |                | 28        |           |           |           |
| Obrońcy                |            |                |                |                |                |                |                |                |                |           |           |           |           |
| Andrzej Buberow        | ??.??.1953 | 4              |                |                |                |                |                |                |                | 4         |           |           |           |
| Mirosław Caban         | ??.??.1960 |                |                |                |                | 1 (3)          |                |                |                | 1 (3)     |           |           |           |
| Waldemar Fiuta         | 10.04.1958 | 14             |                |                |                | 14             |                |                |                | 28        |           |           |           |
| Jerzy Jagiełło         | 7.12.1951  | 11             |                | 2              |                | 13             | 2              | 1              |                | 24        | 2         |           |           |
| Wojciech Laskowski     | ??.??.1949 | 13             |                |                |                | 7              |                |                |                | 20        |           |           |           |
| Arkadiusz Skonieczny   | 27.11.1956 | 11             |                |                |                | 12 (2)         |                |                |                | 23 (2)    |           |           |           |
| Ryszard Szych          | ??.??.1948 | 5 (3)          |                |                |                |                |                |                |                | 5 (3)     |           |           |           |
| Andrzej Tkaczyk        | ??.??.1961 |                |                |                |                | 3 (3)          |                |                |                | 3 (3)     |           |           |           |
| Krzysztof Wójtowicz    | 28.01.1959 |                |                |                |                | 7 (2)          |                |                |                | 7 (2)     |           |           |           |
| Pomocnicy i napastnicy |            |                |                |                |                |                |                |                |                |           |           |           |           |
| Roman Dębiński         | 21.05.1956 | 15             | 2              | 1              |                | 13             | 1              | 1              |                | 28        | 3         |           |           |
| Jerzy Krawczyk         | 12.05.1953 | 11 (2)         | 4              |                |                | 15             | 2              |                |                | 28        | 6         |           |           |
| Marek Leszczyński      | 14.01.1958 | 5 (7)          |                |                |                | 11 (3)         | 4              | 1              |                | 16 (10)   | 4         |           |           |
| Bolesław Mącik         | 30.09.1952 | 15             | 2              |                |                | 15             | 5              |                |                | 30        | 7         |           |           |
| Jan Mrozik             | ??.??.1953 | 0 (2)          |                |                |                |                |                |                |                | 0 (2)     |           |           |           |
| Ryszard Ochodek        | 15.08.1955 | 4 (6)          | 1              |                |                |                |                |                |                | 4 (6)     | 1         |           |           |
| Andrzej Pop            | 10.10.1953 | 11 (2)         | 3              |                |                | 15             | 4              |                |                | 26 (2)    | 7         |           |           |
| Janusz Przybyła        | 19.06.1951 | 14             | 5              | 2              |                | 13             | 2              | 2              |                | 27        | 7         |           |           |
| Waldemar Wiater        | 5.05.1954  | 2 (6)          | 3              |                |                | 1              |                |                |                | 3 (6)     | 3         |           |           |
| Marek Wietecha         | 19.12.1958 | 15             | 2              |                |                | 10 (5)         | 1              |                |                | 25 (5)    | 3         |           |           |

## Puchar Polski na szczeblu centralnym
Rozrywki o Puchar Polski Motor rozpoczął od II rundy i wyjazdowego spotkania z rezerwami Stali Rzeszów. Po zwycięstwie w Rzeszowie lubelski zespół w III rundzie pokonał rezerwową drużynę Legii Warszawa i awansował do 1/16 finału, do którego przystąpiły zespoły z ekstraklasy. W tej fazie rozgrywek Motor zmierzył się z I-ligową Polonią Bytom, która przyjechała do Lublina w swoim najsilniejszym składzie. Mecz zakończył się zwycięstwem lublinian 2:0 po bramkach Andrzeja Popa i Jerzego Krawczyka.
Mimo że do 1/8 finału awans uzyskały także drużyny z niższych klas rozgrywkowych, los przydzielił Motorowi kolejnego przedstawiciela z ekstraklasy. Mecz z  warszawską Gwardią na stadionie przy al. Zygmuntowskich rozpoczął się pomyślnie dla gospodarzy, bowiem już w trzeciej minucie po faulu w polu karnym na Januszu Przybyle „jedenastkę” wykorzystał Bolesław Mącik. Kolejne dwie bramki padły w jeszcze I połowie po błędach gwardyjskiej obrony. Spotkanie obejrzało 4 tysiące widzów.
W ćwierćfinale Motor mierzył się na stadionie przy Al. Zygmuntowskich z piątymi wówczas w tabeli I ligi Szombierkami Bytom. W 4. minucie meczu goście objęli prowadzenie po bramce Janusza Sroki, w 8. wyrównał Marek Wietecha, ale minutę przed przerwą Arkadiusz Skonieczny sfaulował w polu karnym Srokę, a prowadzący to spotkanie Alojzy Jarguz podyktował rzut karny, którego wykorzystał reprezentant Polski Roman Ogaza. W 56. minucie Sroka podwyższył prowadzenie dla Szombierek, jednak w końcówce meczu w ciągu dwóch minut Jerzy Krawczyk strzelił dwie bramki, z których drugą po wykonaniu rzutu wolnego z 20 metrów. Dogrywka nie przyniosła rozstrzygnięcia i o awansie do półfinału zdecydowały rzuty karne. Serię wygrali goście 4:2. Na stadion przybyło 12 tysięcy widzów.  
| Data                 | Runda | Przeciwnik        | D/W | Miejsce                         | Wynik M/P  | Strzelcy                                               | Widzów   | Źródło        |
| -------------------- | ----- | ----------------- | --- | ------------------------------- | ---------- | ------------------------------------------------------ | -------- | ------------- |
| 13 sierpnia 1976     | II    | Stal II Rzeszów   | W   | Rzeszów                         | 5:2        | Pop 7', 44', Dębiński 12', Bąska 64' (sam), Wiater 83' |          | [ 73 ]        |
| 3 września 1978      | III   | Legia II Warszawa | W   | Warszawa                        | 2:0        | Pop 33', Mącik 53'                                     | 1 tys.   | [ 74 ]        |
| 16 września 1978     | 1/16  | Polonia Bytom     | D   | Stadion przy al. Zygmuntowskich | 2:0        | Pop 66', Krawczyk 84' (k)                              | 1,5 tys. | [ 75 ]        |
| 22 października 1978 | 1/8   | Gwardia Warszawa  | D   | Stadion przy al. Zygmuntowskich | 3:0        | Mącik 3' (k), 34', Dębiński 36'                        | 4 tys.   | [ 78 ] [ 76 ] |
| 26 listopada 1978    | 1/4   | Szombierki Bytom  | D   | Stadion przy al. Zygmuntowskich | 3:3 k. 2:4 | Wietecha 8', Krawczyk 81', 83'                         | 12 tys.  | [ 17 ] [ 77 ] |